# Can Filló
Can Filló és una masia d'Espinelves (Osona) inclosa a l'Inventari del Patrimoni Arquitectònic de Catalunya.

## Descripció
Edifici civil. Masia de planta rectangular (6 x 15 m), coberta a dues vessants i amb el carener perpendicular a la façana, situada a migdia. Consta de planta baixa i un pis. Els ràfecs sobresurten i són de materials moderns. La façana presenta un portal arrodonit al centre i tres finestres laterals a la planta baixa i al primer pis una finestra rectangular apaïsada i dues laterals. A uns tres metres del portal hi ha un mur de contenció fet de pedra i ciment. La façana est presenta una porta i una finestra a la planta baixa, amb un cobert d'uralita adossat a la planta i dues finestres al primer pis. La façana oest només presenta una finestra a la planta baixa i hi ha un mur que aguanta el desnivell que continua en direcció de la façana nord. Aquesta es troba gairebé encastada al desnivell i no hi ha cap obertura. Ha estat restaurada recentment.

## Història
Masia situada al veïnat de França. No es té cap dada documental ni constructiva que ens permeti datar-la amb concreció, però per les característiques constructives i d'ubicació podem suposar que va ser construïda entre els segles XVII i XVIII, moment d'expansió el municipi.